# Üni Foreman
Üni Foreman är ett indiepopband från Skellefteå. Bandet grundades 2007 och har nått stor lokal framgång, vilket framgår av att de, bland annat, ofta lovordas i lokaltidningen Norran och har fått avsluta Trästocksfestivalen. Bandet utgörs av Anna Rauhala, Signe Forsell Gustafsson, Erik Karlsson, Rickie Östlund och Simon Einemo, och har släppt två EP-skivor på den lokala labeln Periferin. Bandet beskriver, i samma artikel som Sveriges Radio beskriver dem som "en norrländsk skogsbrand", sin musik som "rastlöst skrammel och ljuva harmonier som smälter i munnen".
Låtar från Üni Foremans katalog har spelats på SR, som också har sänt livekonserter med bandet. 2015 gästade Üni Foreman den amerikanska musik- film- och konstfestivalen SXSW, som en del av projektet Try Swedish @ SXSW.

## Diskografi
Üni Foreman släppte EP:n Dr. Phil EP år 2009, från vilken låten "Ja [] Nej [] Kanske [X]" har spelats av Annika Norlin på musikguiden i P3. År 2011 släppte bandet EP:n Bitches, bitches, bitches.
Singeln "Cooper" släpptes 2012 och premierades på SVT:s PSL med tillhörande musikvideo. Singeln och videon till "Gold" släpptes 2014.